# Apple Vision Pro

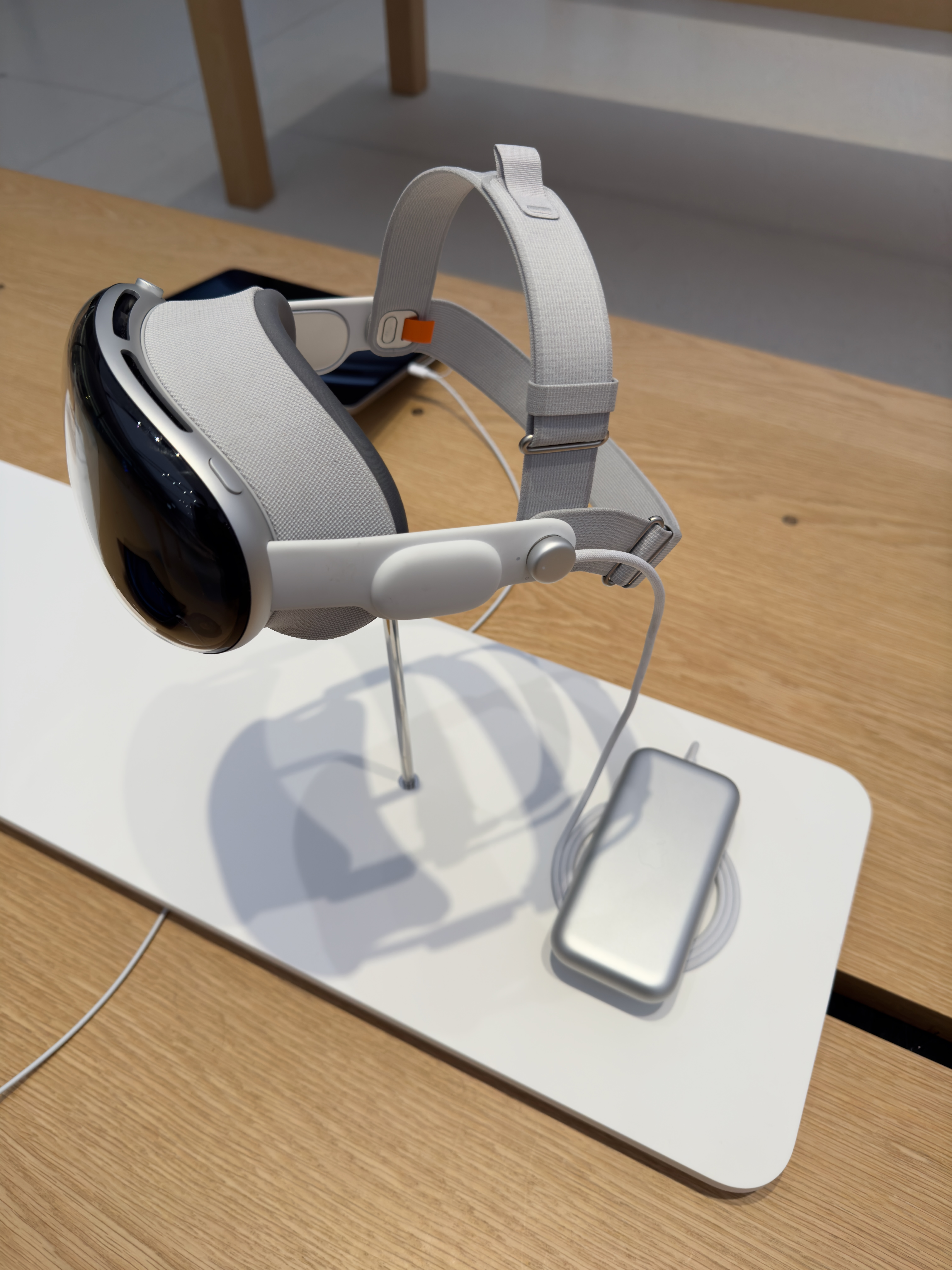
Apple Vision Pro med batteri.

Apple Vision Pro är ett headset för blandad verklighet utvecklat av Apple. Vision Pro annonserades den 5 juni 2023 vid öppningsanförandet för Apples egen utvecklarkonferens, Worldwide Developers Conference (WWDC). Den 8 januari 2024 tillkännagav Apple USA:s lanseringsdatum, den 2 februari 2024.
När Apple Vision Pro började att saluföras fredag den 19 januari 2024 inför lanseringen den 2 februari visade det sig att enhetens utlovade M2-chipp har 16 gigabyte (GB) RAM och kan inte fås med maximala 24 GB RAM vilket erbjuds för vissa Mac-datorer. 256 GB lagring sattes som standard men enheten kan fås med antingen 512 GB eller 1 terabyte (TB) mot extra kostnad vid beställning.
Apple har valt att klassificera sitt headset för "mixad verklighet" på engelska som "spatial computer" vilket kan översättas till svenska som "rumslig dator". Den huvudsakliga processorn är Apples egenutvecklade M2-chipp, vilket assisteras av R1-chippet som tar hand om information från kameror, sensorer och mikrofoner. Det nya operativsystemet heter Vision OS (i marknadsföring skrivet visionOS). Batteritiden uppges vara upp till 2 timmar för blandad användning eller upp till 2,5 timmar för uppspelning av video.

## Tekniska specifikationer

### Apple Vision Pro (2024)[3]
- Operativsystem: Vision OS
- Huvudchipp/processor: Apple M2 (16 GB RAM) med 8 CPU-kärnor samt 10 GPU-kärnor
- Assisterande chipp: Apple R1
- Lagring: 256 GB, 512 GB eller 1 TB
- Skärm: 23 miljoner pixlar fördelat över två paneler (3386 pixlar per tum[4]), 3D, kan videospeglas i upp till 720p till kompatibla enheter
- Pupillavstånd – Interpupillary Distance (IPD): 51–75 mm
- Wifi: 6 (11ax)
- Bluetooth: v5.3
- Kamera: stereoskopisk 3D med 6,5 miljoner stereomegapixlar
- Batteritid: generell användning – upp till 2 timmar, videouppspelning – upp till 2,5 timmar
- Vikt: 600–650 gram (21,2–22,9 ounce)
- Inmatningsenheter: händer, ögon och röst
- Kompatibla tillbehör för inmatning: tangentbord, styrplattor och spelkontroller

## Operativsystem & appar
Vision OS heter operativsystemet för Apple Vision Pro. Den initiala versionen var 1.0. Första större uppdateringen släpptes torsdagen den 7 mars 2024 och fick versionsbeteckning 1.1. Vision OS tillåter appar som är direkt avsedda för Apple Vision Pro samt de Ipad- och Iphone-appar som är kompatibla. Vid lanseringen den 2 februari 2024 meddelade Apple via ett pressmeddelande att "drygt 600" appar har designats för Apple Vision Pro. Den 13 februari 2024 meddelade Apples marknadsföringschef Greg Joswiak via ett inlägg på X att "drygt 1 000" appar har designats för Apple Vision Pro.. Den 10 juni 2024 meddelade Apple på sin utvecklarmässa att drygt 2 000 appar har designats för Apple Vision Pro samt att Vision OS 2.0 är planerad som en för kunderna kostnadsfri uppgradering under hösten 2024.
Ett fåtal appar fanns till Apple Vision Pro vid lanseringen samt inledningsvis, med andra ord ingen Apple Vision Pro-app samt att deras Ipad-appar ej tillåts. Exempel på några är Netflix, Spotify och Youtube. De fungerar dock i Vision Pros standardwebbläsare Safari. Youtube är utlovad att lanseras som Vision Pro-designad app någon gång i framtiden då den finns i planeringen.

## Prognoser
Den 29 juni 2023 spådde Canalys följande försäljning per år av Vision Pro där 20 miljoner sålda enheter sammanlagt nås efter 5 år på marknaden:
- År 1 (2024) – 350 tusen enheter (0,35 miljoner)
- År 2 (2025) – 1 475 tusen enheter (1,475 miljoner)
- År 3 (2026) – 3 594 tusen enheter (3,594 miljoner)
- År 4 (2027) – 9 343 tusen enheter (9,343 miljoner)
- År 5 (2028) – 12 613 tusen enheter (12,613 miljoner)

Tidigt i juli 2023 påstods att Apples egen målsättning för antalet sålda enheter under de första 12 månadernas hade skruvats ned från 1 miljon till färre än 400 000. Uppgifter på nätet i januari 2024 påstod att 60–80 tusen enheter tillverkas inför lanseringen den 2 februari 2024, samt cirka 500 000 skeppade enheter under helåret 2024.
Den 10 januari 2024 spådde redaktören för svenska Macworld – Petter Ahrnstedt – att Vision Pro kommer att "floppa som regalskeppet Vasa".
Kring den 24 april 2024 menade analytikern Ming-Chi Kuo att Apple minskat 2024-volymen till intervallet 400 000 till 450 000 enheter samt att årsvolymen minskar år 2025.
Den 11 juli 2024 meddelade nyhetssajten Macrumors att analytikern Ming-Chi Kuo har en uppdaterad prognos som innebär en sänkt förväntning till färre än 400 000 producerade enheter under året 2024.

## Försäljning
Apple Vision Pros lanseringsdatum i USA var den 2 februari 2024. Den 19 januari 2024 började Apple att ta emot beställningar för Vision Pro. Den 29 januari 2024 påstod sajten Macrumors att Apple hade mottagit ungefär 200 000 beställningar de 10 första dygnen varav cirka 160–180 tusen av dessa under de 3 första dygnen (cirka 53–60 tusen enheter per dygn), vilket innebär cirka 20–40 tusen beställningar de följande cirka 7 dygnen (cirka 3–6 tusen enheter per dygn vilket motsvarar en årstakt om cirka 1–2 miljoner sålda enheter).
Den 10 juni 2024 meddelade Apple i öppningsanförandet av sin årliga utvecklarmässa att Apple Vision Pro kommer inom de närmaste veckorna att saluföras utanför USA i närtid i nio ytterligare länder.

### Internationell utrullning
- 2 februari 2024 (förbeställning 19 januari 2024): USA
- 28 juni 2024 (förbeställning 14 juni 2024): Kina, Hong Kong, Japan och Singapore
- 12 juli 2024 (förbeställning 28 juni 2024): Australien, Frankrike, Kanada, Storbritannien och Tyskland

## Liknande produkter
- Google Cardboard
- HTC Vive
- Microsoft Hololens
- Oculus Rift
- Oculus Quest, Meta Quest 2, Meta Quest 3 & Meta Quest Pro
- Samsung Gear VR
- Sony Playstation VR & Playstation VR2
- Valve Index

## Länkar
- Apples egen produktinformation för Vision Pro